# Rublo

Novo Símbolo do rublo. Usado desde 11 de Dezembro de 2013

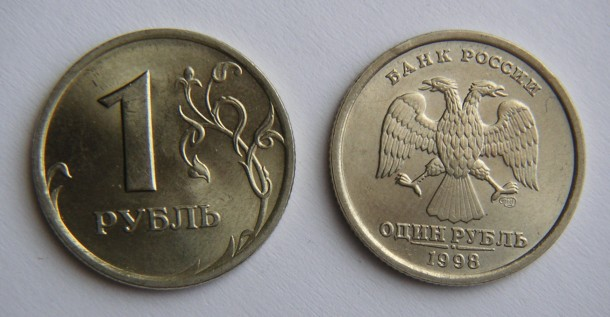
Moeda de um rublo da Rússia (1998). Cara (direita) e coroa (esquerda)

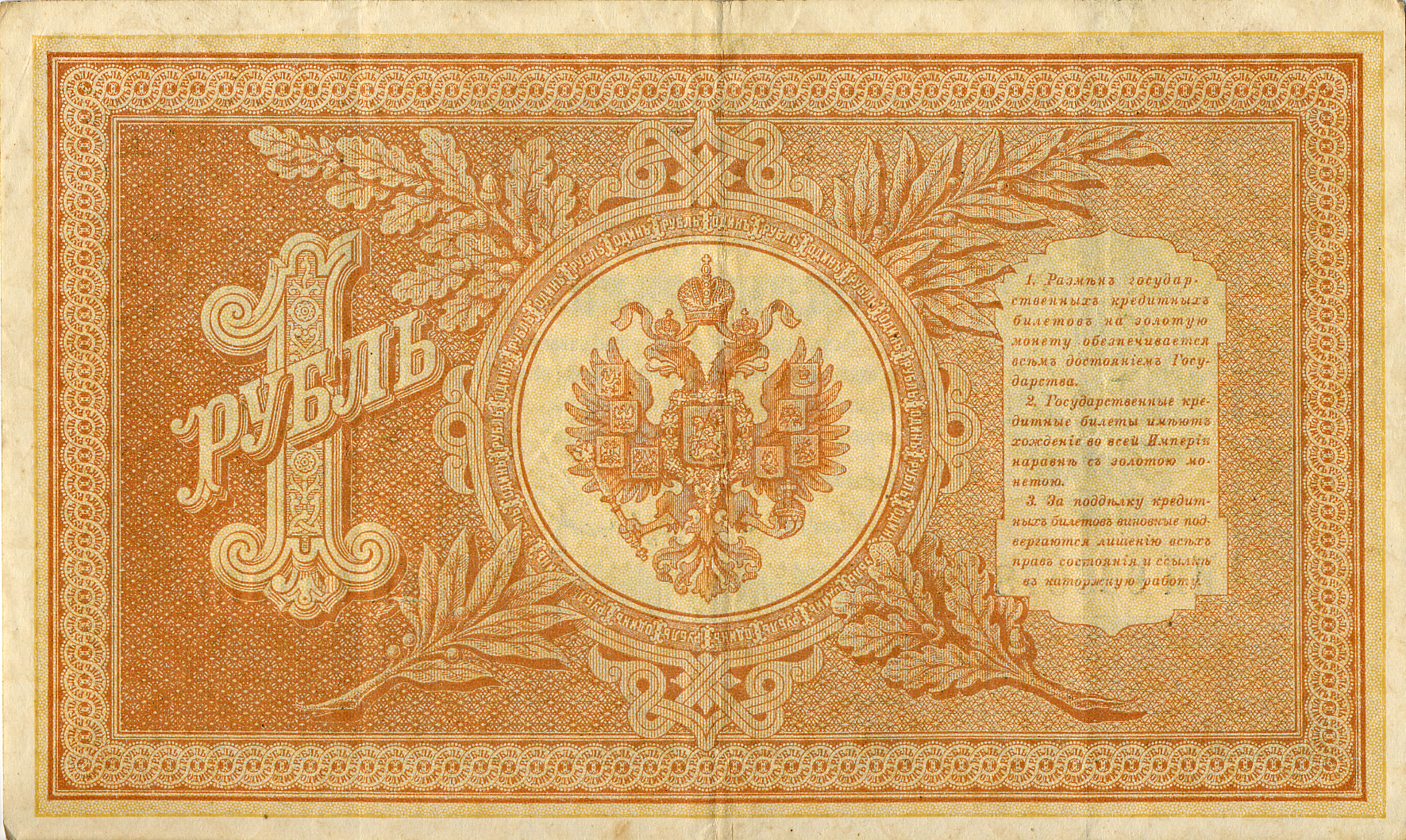
Nota de um rublo do Império Russo (1898)

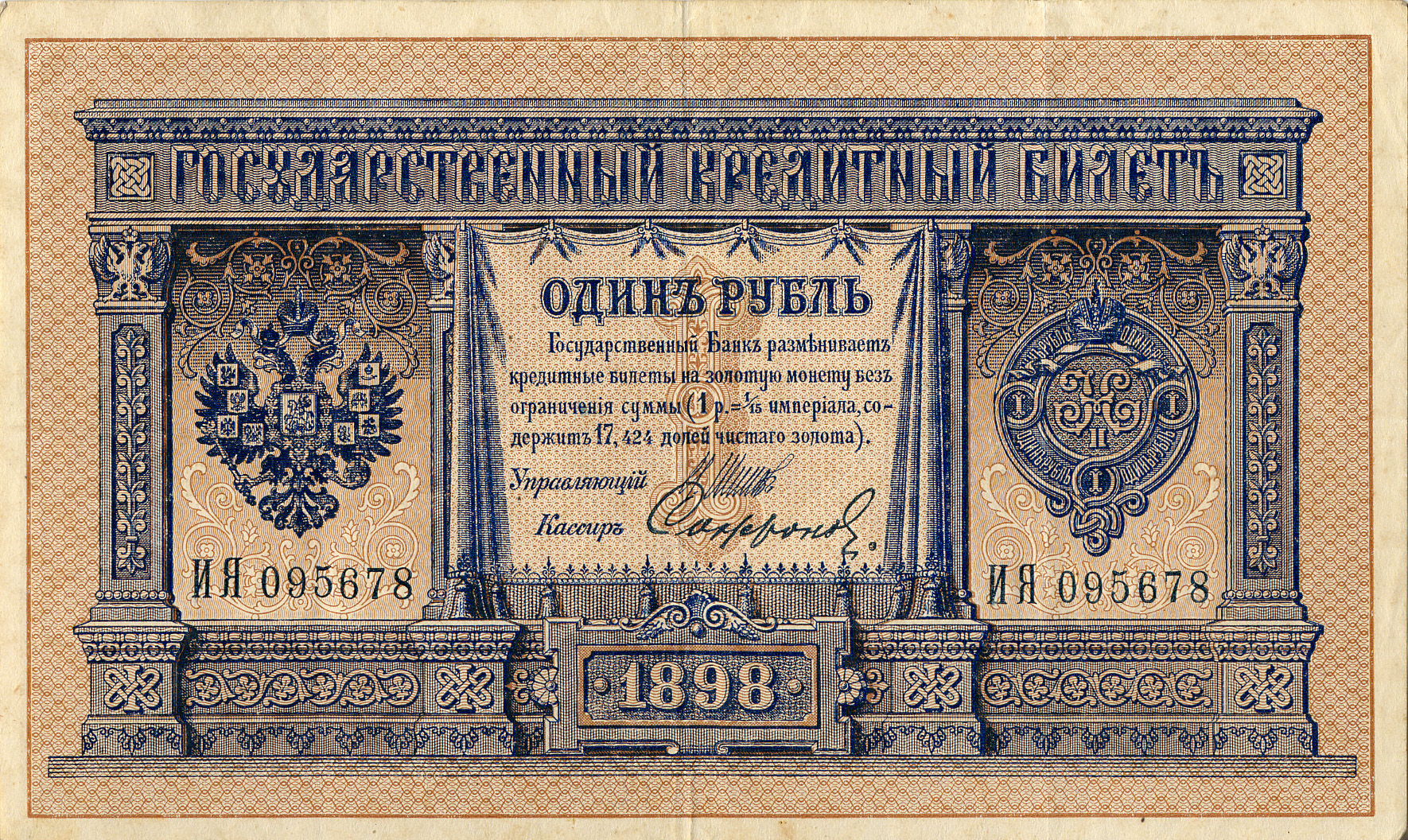
Nota de um rublo do Império Russo (1898) - inverso

O rublo (em russo рубль), é a moeda da Federação Russa e Bielorrússia (e antigamente da União Soviética e do Império Russo). Um rublo é dividido em 100 kopeks (копе́йка) ou copeques. O código da moeda em ISO 4217 é RUB; até 1997 o código era RUR.
O rublo tem sido a moeda russa por muitos séculos. A palavra "rublo" é derivada do verbo russo рубить, rubit, para picar. Historicamente, "rublo" era um pedaço de certo peso cortado de um aço não acabado prateado (grívnia  ou grivna), sendo então daí retirado o nome da moeda. Era o equivalente russo do marco inglês, uma medida de peso para prata e ouro usados na Europa ocidental medieval.
O símbolo do Rublo, é um "Р" com um traço horizontal, sendo o símbolo oficial da moeda, utilizados desde 11 de Dezembro de 2013.
Em russo, um nome folclórico para "rublo", tselkovyi (целковый, inteiro) é conhecido, que é uma abreviação de целковый рубль ("rublo tselkovyi"), que significa um rublo inteiro, não cortado. O costume de cortar moedas preciosas de metal era historicamente espalhado por todo o mundo. Um pequeno pedaço era cortado de uma moeda pelo seu dono atual antes da moeda ser passada com todo o valor. Depois de um certo tempo as moedas ficaram obviamente menores, mas legalmente ainda carregavam o mesmo valor. E ainda o adjetivo inteiro teve de ser adicionado para diferenciar as moedas que não tinham sido cortadas.
A palavra kopek ou kopeck (kopeyka), em português copeque, é derivada do russo kop'yo (копьё) – uma lança. As primeiras moedas kopek, tinham o brasão de Moscou com São Jorge matando um dragão com uma lança. Os kopecks russos modernos também carregam essa imagem.
Com o tempo a quantidade de metal precioso em um rublo variava. Numa reforma da moeda em 1704 Pedro I padronizou a moeda de rublo para 28 gramas de prata. A maioria das moedas de rublo eram de prata, mas algumas vezes elas eram mintadas com ouro e algumas moedas do século XIX eram de platina. O rublo dourado introduzido em 1897 era equivalente a 0,774235 gramas de ouro. O rublo soviético de 1961 equivalia a 0,987412 gramas de ouro, mas a troca por ouro nunca esteve disponível para o público geral. O rublo não é mais ligado a um padrão de ouro. A moeda sofreu uma forte desvalorização durante a crise russa de 1998, logo após a crise financeira da Ásia; sendo que um rublo pós-1.º de Janeiro de 1998 é igual a 1 000 dos rublos pré-1.º de janeiro de 1998.
As moedas de dez rublos são informalmente chamadas de chervonets (черво́нец). Antigamente era uma moeda dourada de três rublos e mais tarde uma nota de dez rublos.
Todo o dinheiro em papel russo é impresso na fábrica estatal "Goznak" em Moscou, que foi organizada em 6 de junho de 1919 e continua a operar desde então. As moedas são cunhadas no "Monetny Dvor" em São Petersburgo que opera desde 1724 e em Moscou.
Em novembro de 2004, as autoridades da cidade russa de Dimitrovgrad ergueram um monumento de cinco metros ao rublo.

## Rublo nas subdivisões russas/soviéticas

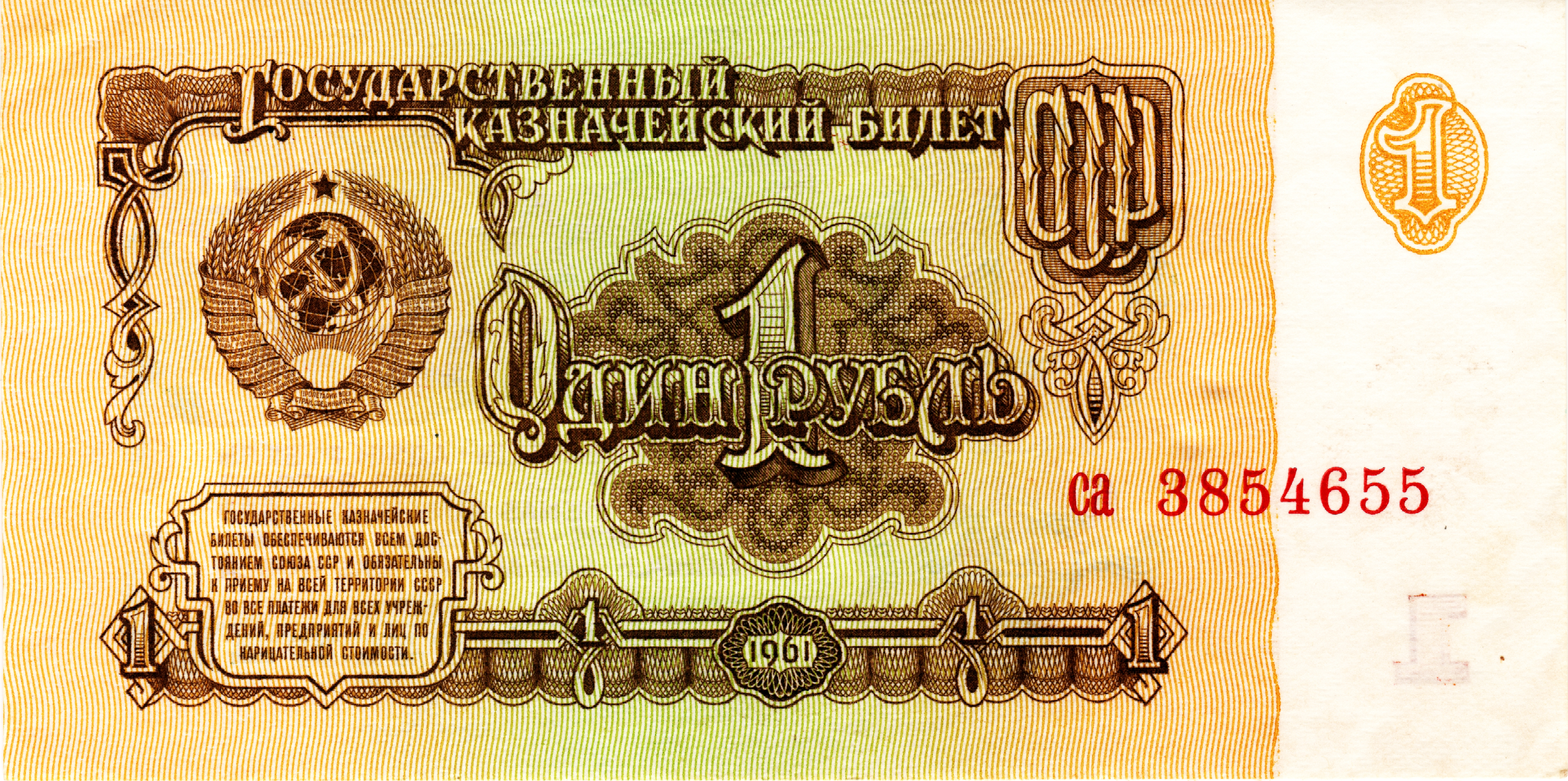
Nota de um rublo da União Soviética (1961)

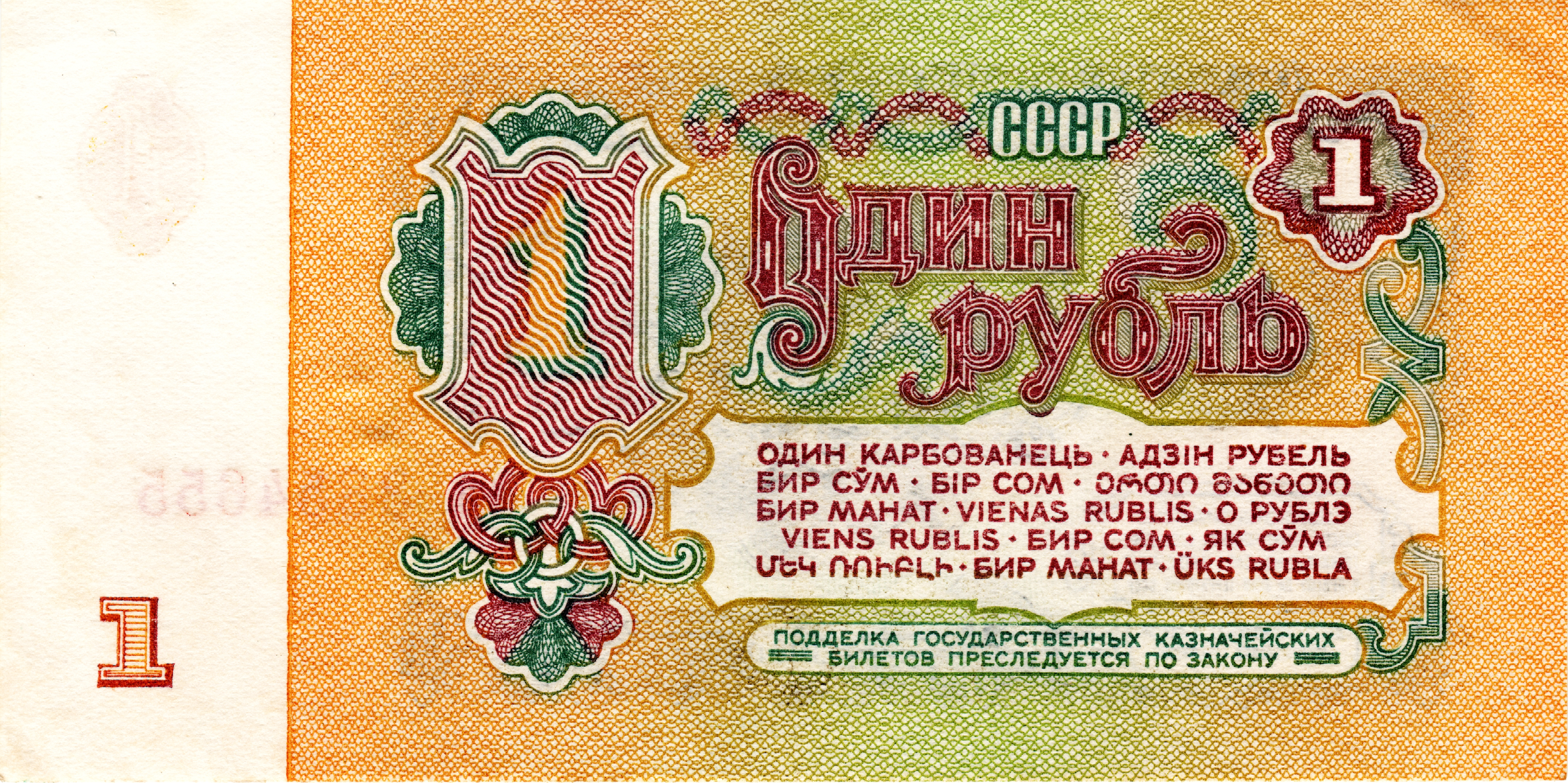
Nota de um rublo da União Soviética (1961) - inverso

No período soviético, o rublo tinha seu nome próprio nas línguas oficiais da União Soviética. O valor de todas as notas bancárias era impresso em todos as línguas faladas nas Repúblicas Soviéticas. Esta nomenclatura é preservada na Rússia moderna. Os nomes atuais de várias moedas da Ásia Central são simplesmente os nomes locais para o rublo.
O nome da moeda nas quinze repúblicas:
| Armênia       | ռուբլի  | roublu  |
| Azerbaijão    | манат   | manat   |
| Bielorrússia  | рубель  | rubyel’ |
| Casaquistão   | сом     | som     |
| Estônia       | rubla   |         |
| Geórgia       | მანეთი  | manati  |
| Letônia       | rublis  |         |
| Lituânia      | rublis  |         |
| Moldávia      | лей/leu | lei/leu |
| Quirguistão   | сом     | som     |
| Rússia        | рубль   | rubl’   |
| Tajiquistão   | сўм     | sum     |
| Turcomenistão | манат   | manat   |
| Ucrânia       | гривня  | grivnya |
| Uzbequistão   | сўм     | sum     |